# 境峠 (長野県)
境峠（さかいとうげ）は、長野県松本市奈川と木曽郡木祖村藪原を結ぶ峠。標高は1,480 m。現在は長野県道26号奈川木祖線が通っている。

## 概要
古代から中世にかけて、鳥居峠同様、美濃国と信濃国の国境にあり、北が信濃川水系、南が木曽川水系となる。宝暦7年（1757年）の『吉蘇志略』では「木曾坂」となっている。北麓の奈川寄合渡と南麓の藪原芝原には「尾州岡船」と呼ばれる中馬の中継問屋があり、峠にあった板橋を岡船が櫛木をつけて渡る様子が葛飾北斎の『今様櫛きん雛形』に描かれている。中山道藪原宿から野麦峠を超えて飛騨国に向かう近道であり、『あゝ野麦峠』に描かれる工女もこの道を利用した。
木曽町日義神谷を経て伊那市にかけて境峠-神谷断層帯が北西から南東方向に通っている。